# 曼扎尼塔阿克雷斯 (加利福尼亞州)
曼扎尼塔阿克雷斯（英語：Manzanita Acres）是位於美國加利福尼亞州埃爾多拉多縣的一個非建制地區。該地的面積和人口皆未知。

## 地理
曼扎尼塔阿克雷斯的座標為38°44′17″N 121°03′02″W / 38.73806°N 121.05056°W，而該地的平均海拔高度為248米（即814英尺）。